# 马勒瓦勒
马勒瓦勒（法語：Malleval，法語發音：[malval]）是法国卢瓦尔省的一个市镇，属于圣艾蒂安区。

## 地理
马勒瓦勒（45°23'2"N, 4°43'36"E）面积5.06 平方千米，位于法国奥弗涅-罗讷-阿尔卑斯大区卢瓦尔省，该省份为法国中南部省份，北起顺时针与索恩-卢瓦尔省、罗讷省、伊泽尔省、阿尔代什省、上盧瓦爾省、多姆山省和阿列省接壤。
与马勒瓦勒接壤的市镇（或旧市镇、城区）包括：贝塞、沙瓦奈、吕佩、圣皮埃尔德伯夫。

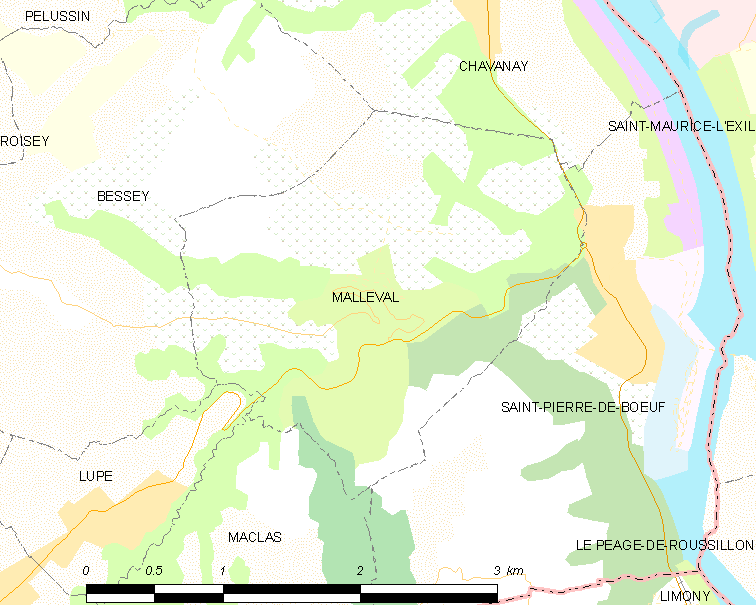
马勒瓦勒的OSM定位图

马勒瓦勒的时区为UTC+01:00、UTC+02:00（夏令时）。

## 行政
马勒瓦勒的邮政编码为42520，INSEE市镇编码为42132。

## 政治
马勒瓦勒所属的省级选区为勒皮拉县。

## 人口

1962-2008年间马勒瓦勒人口变化图示

马勒瓦勒于2022年1月1日时的人口数量为619人。